# 38628 Huya
38628 Huya (designação provisória: 2000 EB173) é um objeto transnetuniano da classe plutino. Ele possui uma magnitude absoluta de 4,9 ou 5,14 ± 0,07 e tem um diâmetro estimado com 466 quilômetros. Porém, em 2007 o Telescópio Espacial Spitzer estimou um diâmetro de 532 ± 25 km. Em 2012 observações com o Observatório Espacial Herschel estimaram um tamanho menor de 438,7+26,5
−25,2 km. O astrônomo Mike Brown lista este corpo celeste em sua página na internet como um candidato a possível planeta anão.

## Descoberta
38628 Huya foi descoberto no dia 10 de março de 2000 pelo astrônomo Ignacio Ferrin.

## Órbita
A órbita de 38628 Huya tem uma excentricidade de 0,279 e possui um semieixo maior de 39,557 UA. O seu periélio leva o mesmo a uma distância de 28,533 UA em relação ao Sol e seu afélio a 50,581 UA.

## Satélite
Em 12 de julho de 2012 foi anunciada na IAUC 9253 a descoberta de um satélite orbitando Huya. Que foi descoberto por K. S. Noll, W. M. Grundy, H. Schlichting, R. Murray-Clay, and S. D. Benecchi a partir de observações realizadas pelo Telescópio Espacial Hubble obtidos em 6 de maio de 2012, confirmado em outras imagens feitas pelo Telescópio Espacial Hubble a partir de 30 de junho - 1 de julho de 2012. Ele, o S/2012 (38628) 1, tem um diâmetro estimado de 210 ± 30 km e uma separação de 1800 km do primário.